# Fil-De-Soie
Fil-De-Soie, cujo verdadeiro nome é Sélérier, é um personagem da La comédie humaine de Honoré de Balzac. Ele aparece principalmente nos romances da Comédia em que Vautrin aparece também: Le Père Goriot e Splendeurs et misères des courtisanes. É um criminoso.
Em Le Père Goriot, Vautrin suspeita que ele foi o responsável pela denúncia a Bibi-Lupin, quando o chefe da polícia vem prendê-lo na pensão Vauquer. Em Splendeurs et misères des courtisanes, ele aparece na Conciergerie para identificar Vautrin (Jacques Collin), que reconhece imediatamente, mas que lhe impõe silêncio.
Fil-De-Soie é um membro dos Dez mil e dos Grands Fanandels, sociedades secretas, associações de malfeitores, que administram a fortuna dos criminosos quando são presos e cujo tesoureiro é Vautrin. Os Grands Fanandels são a aristocracia da colônia penal. Fil-De-Soie tenta ser bem quisto por La Pouraille (outro condenado) para herdar sua parte. Mas Vautrin o impede.